# Trachischium monticola
Trachischium monticola là một loài rắn trong họ Rắn nước. Loài này được Cantor mô tả khoa học đầu tiên năm 1839.